# الینا اولسن
الینا اولسن (انگلیسی: Alena Olsen؛ زادهٔ ۶ دسامبر ۱۹۹۵) بازیکن زن راگبی ۷ نفره اهل ایالات متحده آمریکا است.
وی در مسابقات کشوری و بین‌المللی در مجموع برندهٔ ۱ مدال نقره، ۱ مدال برنز شده است.